# Die Puppe Mirabell
Die Puppe Mirabell (schwedisch Mirabell) ist eine Geschichte von Astrid Lindgren.

## Handlung
Britta-Kajsa wünscht sich nichts sehnlicher als eine Puppe. Doch eine Puppe kostet viel Geld. Geld, das ihre Eltern nicht haben.
Als Britta-Kajsas Eltern eines Tages auf der Arbeit sind, trifft sie auf einen seltsamen kleinen Mann. Dieser bittet Britta-Kajsa für ihn das Gatter zu öffnen, damit er mit seiner Kutsche hindurchfahren kann. Britta-Kajsa tut wie ihr geheißen. Der kleine Mann erklärt, dass er ihr zwar kein Geld geben könne, aber ein winzig kleines Samenkorn, welches sie auf ihrem Gartenbeet einpflanzen könne. Einige Zeit, nachdem Britta-Kajsa den Samen eingepflanzt hat, wächst daraus eine Puppe hervor. Später zeigt Britta-Kajsa ihren verwunderten Eltern die Puppe. Diese können gar nicht glauben, was sie sehen. Wenig später nimmt Britta-Kajsa die Puppe mit auf ihr Zimmer. Plötzlich fängt die Puppe an zu sprechen und sagt, dass sie Mirabell heißt. Von da an unternehmen Britta-Kajsa und Mirabell fast alles gemeinsam. Britta-Kajsa ist sich sicher die tollste Puppe der Welt zu haben.

## Veröffentlichungen
Das Märchen wurde erstmals 1948 in der schwedischen Zeitschrift Vi veröffentlicht. 1950 erschien die Geschichte mit Illustrationen von Eva Billow in der Kurzgeschichtensammlung Nils Karlsson Pyssling (1952, deutsch Im Wald sind keine Räuber).
Im Jahr 2002 erschien die Geschichte als Bilderbuch. Illustriert wurde das Buch von Pija Lindenbaum. In Deutschland erschien das Buch 2003 beim Oetinger Verlag. Übersetzt wurde das Buch von Karl Kurt Peters.
Das Buch wurde in Deutschland auch zu einem Theaterstück umgeschrieben. Im Jahr 2006 wurde das Stück im Theater Junge Generation Dresden erstaufgeführt. Später führte das Klexs Theater, das Werk von Astrid Lindgren im Bezirksrathaus Porz auf. Es war ein Theaterstück mit Gesang und Musik für Kinder ab drei Jahren. Außerdem wurde das Stück auch im Theater Die Käuze in Karlsruhe aufgeführt.

## Rezeption
Maria Ribbeck lobt die Illustrationen von Pija Lindenbaum. Ihre Bilder seien „wunderbar schnörkellos und eigensinnig, mit satten Farben und einem verrückten Huhn, das auf jeder Seite dabei“ sei.
Galline Volanti lobt ebenfalls die Illustrationen und den Text von Astrid Lindgren. Beim Lesen komme nie Langeweile auf. Die Geschichte sei nie übertrieben, niemals fad, oft funkelnd und immer bedeutsam.